# Antonio Gates
Antonio Gates (Detroit, 18 giugno 1980) è un ex giocatore di football americano statunitense che giocava nel ruolo di tight end. Dopo non essere stato scelto nel Draft NFL 2003 firmò con i Chargers. Al college ha giocato a basket alla Kent State University. È stato introdotto nella Pro Football Hall of Fame nel 2025.

## Carriera universitaria
Antonio Gates all'inizio della sua carriera universitaria decise di giocare contemporaneamente sia a basket che a football. Originariamente, Antonio aveva scelto la Michigan State University, il cui allenatore nel football era Nick Saban e nel basket Tom Izzo. Saban insisteva però perché Antonio giocasse esclusivamente a football ma questi decise di continuare a giocare anche a basket, spostandosi prima presso la Eastern Michigan University e poi le ultime due stagioni alla Kent State University, nel nord-est dell'Ohio.
Nel 2003, Gates decise di perseguire la carriera esclusivamente nel football.

## Carriera professionistica

### San Diego Chargers

#### 2003-2007
Al draft NFL 2003 Gates non fu selezionato ma successivamente firmò in qualità di free agent con i San Diego Chargers. Debuttò nella NFL il 14 settembre 2003 contro i Denver Broncos indossando la maglia numero 85. Al termine della sua stagione da rookie ricevette in totale 24 passaggi per un totale di 389 yard.
Nel 2004, grazie anche all'intesa con Drew Brees, disputò una stagione di alto livello, totalizzando 81 ricezioni per 964 yard e 13 touchdown, venendo convocato per il suo primo Pro Bowl, vinto dalla squadra della AFC grazie proprio a una sua ricezione su un passaggio di Peyton Manning.
Il 23 agosto 2005 firmò un prolungamento contrattuale con i Chargers per 6 anni e un totale di 24 milioni di dollari. Con la partenza di Brees verso i New Orleans Saints, Philip Rivers divenne il quarterback titolare, con cui Gates trovò presto l'intesa in campo. Al termine della stagione 2006 ricevette 924 yard, segnando 9 touchdown. Il 10 dicembre segnò 2 touchdown su ricezione nella vittoria contro i Denver Broncos che assicurò a San Diego il titolo di division.

#### 2008-2011
Nella stagione 2008, Gates chiuse con 16 presenze e 704 yard su ricezione, nonostante l'essere stato rallentato per gran parte della stagione per un infortunio al ginocchio che lo costrinse alla fine dei playoff ad operarsi. Nella stagione 2009 ricevette 79 passaggi per un totale di 1.157 yard, un primato in carriera, e 8 touchdown.
Gates prima dell'inizio della stagione 2010 firmò un nuovo contratto di 5 anni per un totale di 36 milioni di dollari, di cui venti milioni garantiti. Nelle sue prime nove partite della stagione Antonio ricevette 40 passaggi e 9 touchdown ma una lesione al piede sinistro ne compromise le prestazioni nel finale, chiudendo la stagione con 782 yard e 10 touchdown. Nella stagione 2011, Gates totalizzò 64 ricezioni e 778 yard.

#### 2012
Il 10 settembre, i Chargers iniziarono la stagione con il piede giusto, battendo in trasferta gli Oakland Raiders per 22-14. Gates ricevette 4 passaggi per 43 yard. Nella settimana 4 i Chargers si portarono su un record di 3-1 con la vittoria sui Kansas City Chiefs con Antonio che guidò la squadra con 59 yard ricevute. La stagione non proseguì altrettanto bene per la squadra che concluse col suo primo record negativo dal 2003. Nella settimana 15 contro i Carolina Panthers, Gates pareggiò il record di franchigia dell'hall of famer Lance Alworth segnando il suo 81º touchdown su ricezione. A fine anno fu classificato al numero 73 nella classifica dei migliori cento giocatori della stagione.

#### 2013
Gates segnò il primo touchdown della stagione nella settimana 3 contro i Tennessee Titans. Nella successiva ricevette 136 yard e un touchdown da 56 yard da Philip Rivers nella vittoria sui Cowboys. Nell'ultima gara della stagione segnò il suo quarto touchdown contribuendo alla vittoria ai supplementari e far qualificare i Chargers per l'ultimo posto disponibile nei playoff.

#### 2014
Nella settimana 2, Gates arrivò a quota novanta touchdown in carriera segnandone tre nella vittoria a sorpresa in casa contro i Seattle Seahawks campioni in carica, venendo premiato come miglior giocatore offensivo della AFC della settimana. Nella settimana 8 in casa dei Broncos, con 54 yard ricevute (e 2 touchdown) divenne il leader di tutti i tempi della storia dei Chargers per yard ricevute in carriera. Nel penultimo turno contribuì a tenere vivere le flebili speranze di playoff di San Diego segnando due touchdown contro i 49ers, nella vittoria della sua squadra ai supplementari dopo che questa era stata in svantaggio di 21 punti nel secondo tempo. Sette giorni dopo divenne il quarto tight end della storia a raggiungere le 10.000 yard ricevute in carriera, raggiungendo Tony Gonzalez, Jason Witten e Shannon Sharpe. La sua stagione si chiuse guidando i Chargers con 12 TD su ricezione e al secondo posto con 821 yard ricevute, venendo inserito al 52º posto nella NFL Top 100.

#### 2015
Il 2 luglio 2015, Gates fu sospeso per le prime quattro partite della stagione per essere risultato positivo ai test antidoping. Tornato in campo nel quinto turno contro gli Steelers, segnò due touchdown su passaggio di Rivers, diventando il nono giocatore della storia a tagliare il traguardo dei cento TD su ricezione. Quella partita fu l'inizio di una striscia negativa di sei sconfitte per la squadra, in cui non Gates non riuscì mai a segnare. Il ritorno alla vittoria coincise con quello delle sue marcature, andando in touchdown per due volte nel dodicesimo turno in casa dei Jaguars.

#### 2017
Nel 2017, i Chargers si trasferirono a Los Angeles. Nel secondo turno contro i Miami Dolphins, Gates segnò il 112º touchdown in carriera, il massimo della storia per un tight end, superando Tony Gonzalez.

## Palmarès
- Convocazioni al Pro Bowl: 8

2004, 2005, 2006, 2007, 2008, 2009, 2010, 2011
- First-Team All-Pro: 5

2004, 2005, 2006, 2009, 2010
- NFL Alumni Tight End dell'anno: 1

2005
- Formazione ideale del 50º anniversario dei San Diego Chargers
- Formazione ideale della NFL degli anni 2000
- Club delle 10.000 yard ricevute in carriera
- Pro Football Hall of Fame (classe del 2025)

## Statistiche
|          |          |     | Ricezioni | Ricezioni | Ricezioni | Ricezioni |
| Anno     | Squadra  | P   | Ric       | Yard      | Media     | TD        |
| -------- | -------- | --- | --------- | --------- | --------- | --------- |
| 2003     | SD       | 15  | 24        | 389       | 16.2      | 2         |
| 2004     | SD       | 15  | 81        | 964       | 11.9      | 13        |
| 2005     | SD       | 15  | 89        | 1.101     | 12.4      | 10        |
| 2006     | SD       | 16  | 71        | 924       | 13.0      | 9         |
| 2007     | SD       | 16  | 75        | 984       | 13.1      | 9         |
| 2008     | SD       | 16  | 60        | 704       | 11.7      | 8         |
| 2009     | SD       | 16  | 79        | 1.157     | 14.6      | 8         |
| 2010     | SD       | 10  | 50        | 782       | 15.6      | 10        |
| 2011     | SD       | 13  | 64        | 778       | 12.2      | 7         |
| 2012     | SD       | 15  | 49        | 538       | 11.0      | 7         |
| 2013     | SD       | 16  | 77        | 872       | 11.3      | 4         |
| 2014     | SD       | 16  | 69        | 821       | 11.9      | 12        |
| 2015     | SD       | 11  | 56        | 630       | 11.3      | 5         |
| 2016     | SD       | 14  | 53        | 548       | 10.3      | 7         |
| Carriera | Carriera | 204 | 897       | 11.192    | 12.5      | 111       |